# Holm, Björneborg
Holm (fi. Holmikari)  är en ö i Finland. Den ligger i Bottenhavet och i kommunen Björneborg i den ekonomiska regionen  Björneborgs ekonomiska region i landskapet Satakunta, i den sydvästra delen av landet. Ön ligger omkring 29 kilometer norr om Björneborg och omkring 250 kilometer nordväst om Helsingfors.
Öns area är 0,8 hektar och dess största längd är 170 meter i öst-västlig riktning.